# 東京都道32号八王子五日市線

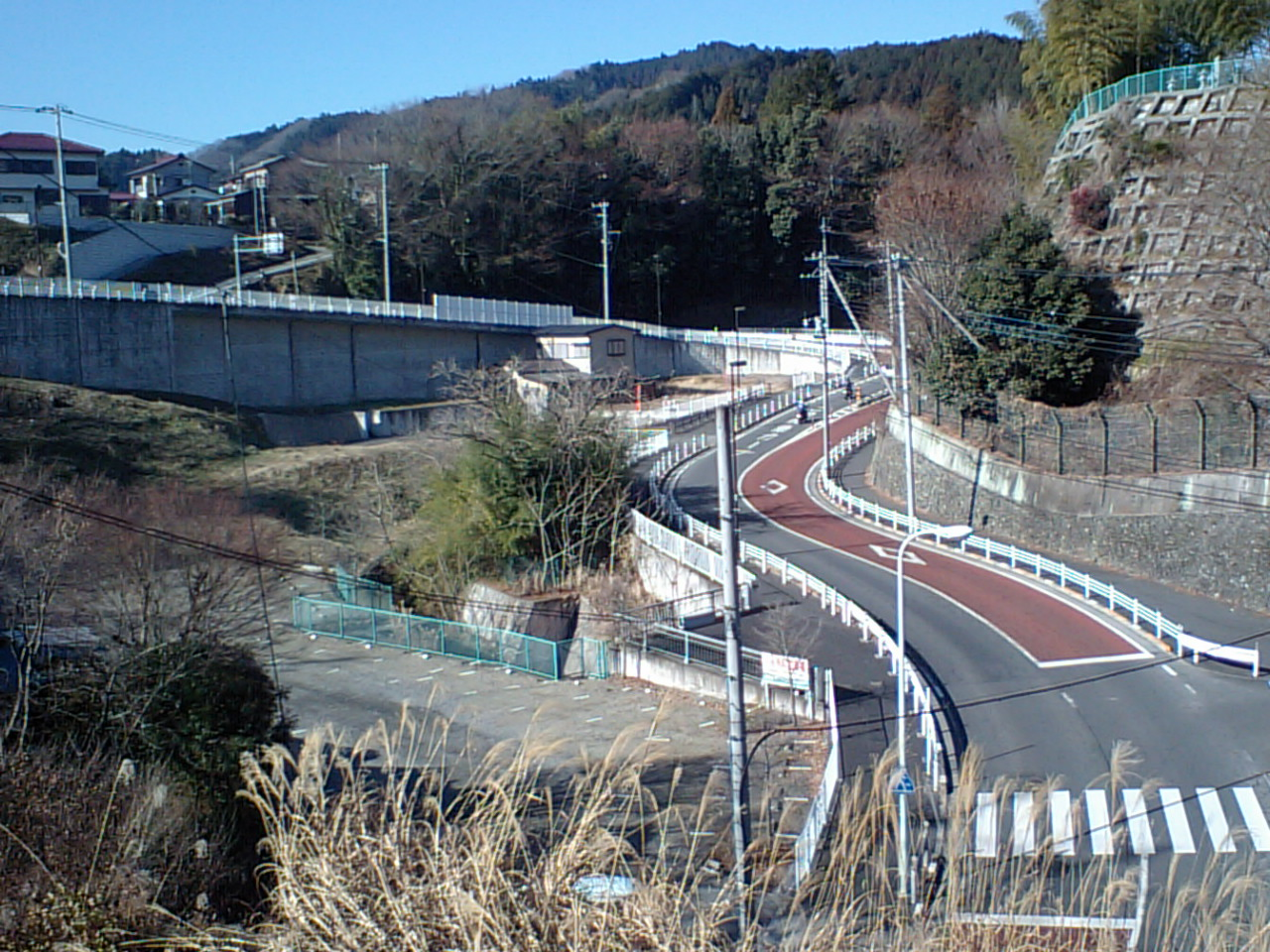
あきる野市五日市、都道31・33号線立体交差付近

東京都道32号八王子五日市線（とうきょうとどう32ごう はちおうじいつかいちせん）は、東京都八王子市八木町から、同市楢原町を経由してあきる野市五日市に至る主要地方道である。この道路は東京都道31号青梅あきる野線とともに、通称秋川街道といわれる。

## 概要
- 陸上距離：13.995 km
- 起点：東京都八王子市八木町（本郷横丁交差点＝国道20号交点）
- 終点：東京都あきる野市五日市

## 重複区間
- 東京都道61号山田宮の前線（東京都八王子市上川町）上川橋交差点 - 上川霊園入口交差点

## 新道計画
八王子都市計画道路3・3・74号左入美山線（北西部幹線道路）は、八王子市左入町の国道16号から美山町の都道61号山田宮の前線（美山通り）までを結ぶ延長約8.8kmの計画中の道路で、八王子市の北部地域及び西部地域の交通利便性や防災性、活力向上に寄与するとともに、首都圏中央連絡自動車道八王子西ICと中央自動車道八王子ICを結ぶ重要な幹線道路として、都市計画決定されている。
この計画路線のうち、2024年12月23日付で八王子市川口町（都道八王子五日市線現道交点）から西寺方町まで、新たに東京都道八王子五日市線の一部として編入された（東京都告示第1248・1249・1250・1251号）。

## 通過する自治体

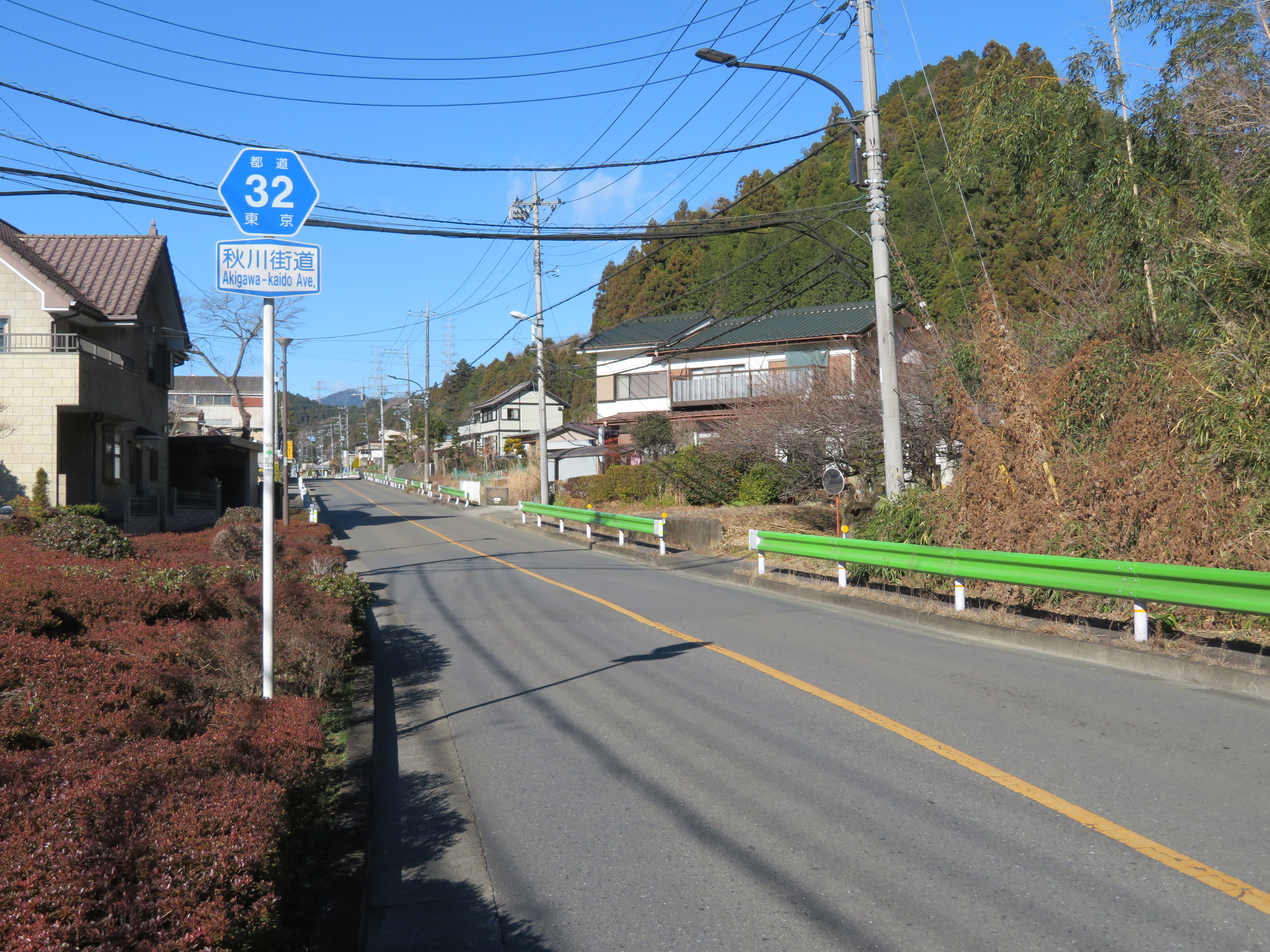
八王子市上川町付近

- 東京都
  - 八王子市
  - あきる野市

## 交差・接続している道路
- 国道20号（甲州街道、東京都八王子市）本郷横丁交差点
- 東京都道176号楢原あきる野線（東京都八王子市）
- 東京都道46号八王子あきる野線（高尾街道、東京都八王子市）楢原町交差点
- 東京都道61号山田宮の前線（美山通り、東京都八王子市）上川橋交差点
- 東京都道61号山田宮の前線（山田通り、東京都八王子市）上川霊園入口交差点
- 東京都道31号青梅あきる野線（秋川街道、東京都あきる野市）東町交差点
- 東京都道33号上野原あきる野線（秋川街道・檜原街道、東京都あきる野市）東町交差点

## トンネル
- 小峰トンネル（新小峰トンネル、旧小峰トンネル）（東京都八王子市・あきる野市）
- 権田トンネル（東京都あきる野市）

## 橋梁
- 萩原橋（浅川、東京都八王子市）
- 川口橋（川口川、東京都八王子市）
- 影沢橋（川口川、東京都八王子市）
- 黒沢橋（川口川、東京都八王子市）
- 新関戸橋（川口川、東京都八王子市）
- 田守橋（川口川、東京都八王子市）
- 久保橋（川口川、東京都八王子市）
- 糀谷橋（川口川、東京都八王子市）
- 羽生入橋（川口川、東京都八王子市）
- 秋川橋（秋川、東京都あきる野市）

## 都市計画道路路線指定
- 八王子市
  - 八王子3.5.53号線